# الجافعة
الجافعة قرية سورية تتبع ناحية حربنفسه في منطقة مركز حماة في محافظة حماة. بلغ عدد سكانها 833 نسمة في عام 2004 حسب إحصاء المكتب المركزي للإحصاء.

## وصلات خارجية
- الوحدات الإدارية في محافظة حماة